# 香槟地区迈松
香槟地区迈松（法語：Maisons-en-Champagne，法語發音：[mɛzɔ̃ ɑ̃ ʃɑ̃paɲ]）是法国马恩省的一个市镇，属于维特里勒弗朗索瓦区。

## 地理
香槟地区迈松（48°44'56"N, 4°29'46"E）面积29.14 平方千米，位于法国大東部大區马恩省，该省份为法国东北部内陆省份，北起阿登省，西北接埃纳省，西南接塞纳-马恩省，南至奥布省，东南接上马恩省，东临默兹省。
与香槟地区迈松接壤的市镇（或旧市镇、城区）包括：普兰日、布拉西、科勒、德鲁伊、马恩河畔卢瓦西、松皮。

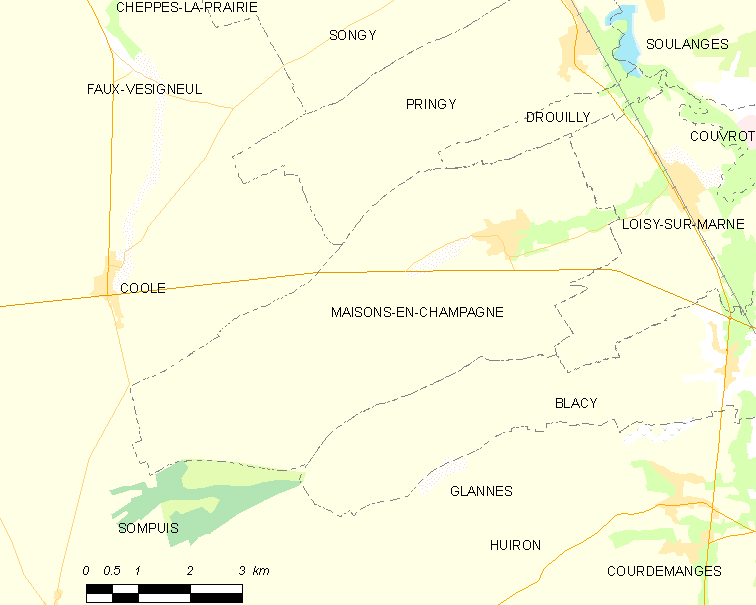
香槟地区迈松的OSM定位图

香槟地区迈松的时区为UTC+01:00、UTC+02:00（夏令时）。

## 行政
香槟地区迈松的邮政编码为51300，INSEE市镇编码为51340。

## 政治
香槟地区迈松所属的省级选区为维特里勒弗朗索瓦-香槟-代尔县。

## 人口

1962-2008年间香槟地区迈松人口变化图示

香槟地区迈松于2022年1月1日时的人口数量为551人。